# Lục Nam (tỉnh)

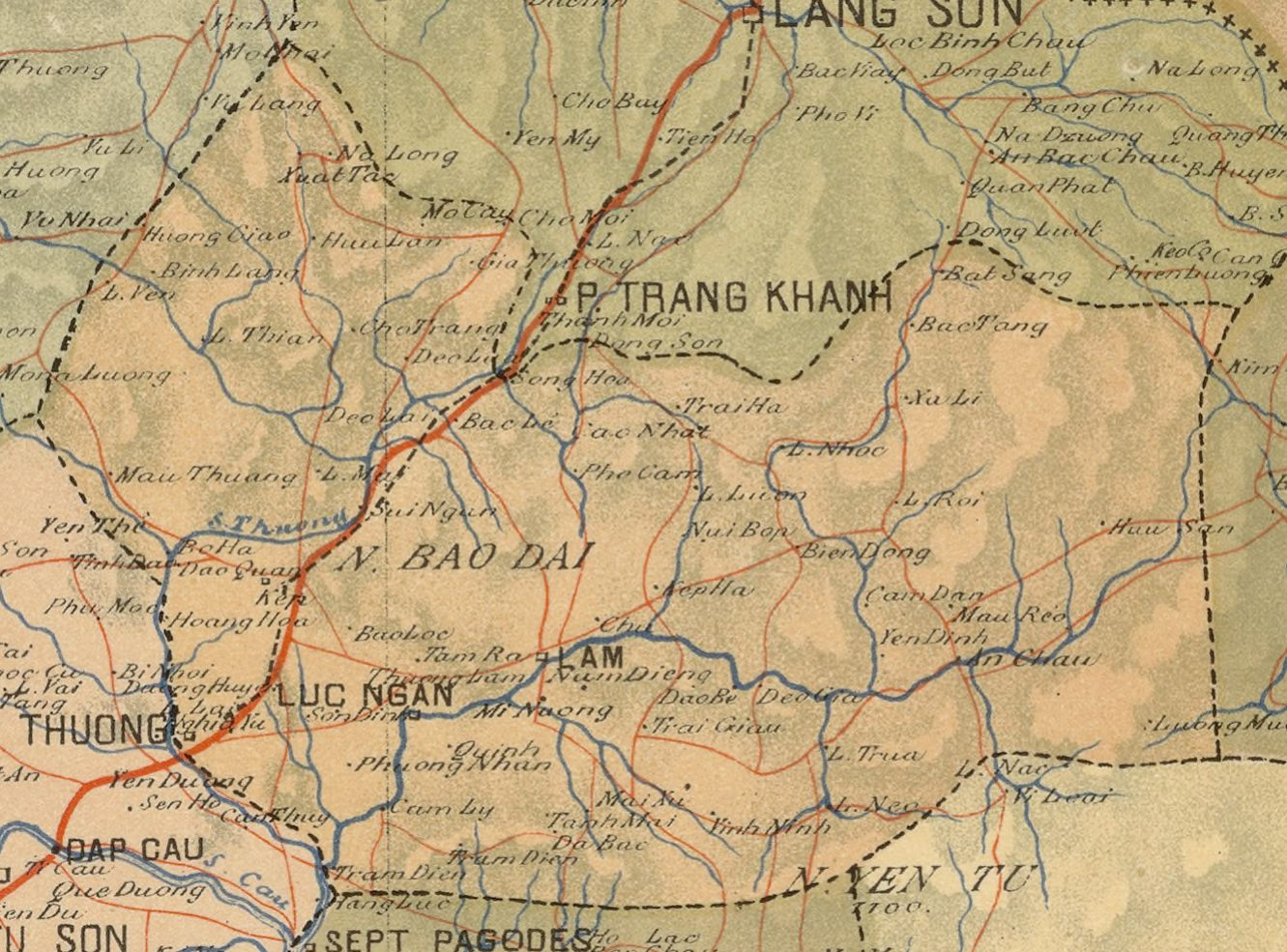
Bản đồ tỉnh Lục Nam năm 1891, trước khi giải thể

Lục Nam là một tỉnh cũ ở Bắc Bộ Việt Nam, nay là phần lớn địa bàn tỉnh Bắc Giang.
Ngày 5 tháng 11 năm 1889, tỉnh Lục Nam được thành lập bao gồm các huyện Lục Ngạn, Bảo Lộc, Phượng Nhỡn, Hữu Lũng (tách từ tỉnh Bắc Ninh), Yên Bác (tách từ tỉnh Lạng Sơn). Tỉnh lỵ đặt tại thị trấn Lục Nam (nay thuộc thị trấn Đồi Ngô, huyện Lục Nam).. Thureau làm Công sứ Pháp ở Lục Nam.
Tháng 9 năm 1891, sau khi trả hai huyện Bảo Lộc và Phượng Nhỡn cho tỉnh Bắc Ninh, tỉnh Lục Nam bị xóa bỏ để nhập vào Đạo Quan binh I.